# Militärische Ausbildungsstätte
Eine militärische Ausbildungsstätte ist eine schulisch oder universitär organisierte Ausbildungsstätte beziehungsweise Bildungseinrichtung für Militärpersonal.
Sie dient der Aus- und Weiterbildung aller Dienstgradgruppen. Die einzelnen Waffengattungen führen im Allgemeinen eigene Ausbildungsstätten, so gibt es Militärakademien unter anderem für das Heer, die Artillerie, die Luftwaffe und die Marine. 
Ihr Aufgabenspektrum umfasst:
- Laufbahnlehrgänge, dienen dem Erwerb der Sachkenntnisse für höhere Dienstgrade
- Eignungs und Verwendungslehrgänge z. B. Pilotenausbildung
- Fachlehrgänge z. B. Sprenglehrgang, Fahrschule
- Vorbereitungslehrgänge für Auslandseinsätze

Des Weiteren gibt es auch eine erhebliche Anzahl von Lehrgängen die von Offizieren, Unteroffizieren und Mannschaften gemeinsam besucht werden.